# Suzanne Lilar
Suzanne Lilar, född Verbist 21 maj 1901 i Gent, död 11 december 1992 i Bryssel var en belgisk (flamländsk, men i sitt författarskap franskspråkig) baronessa och författare.
1919 skrev Lilar in sig vid universitetet i Gent, där hon studerade filosofi, men sedan blev hon den första kvinnan i Belgien som tog juristexamen 1925. Under studietiden intresserade hon sig för 1200-talspoeten och mystikern Hadewijch d'Anvers, som skulle få stor betydelse för hennes essäer, teaterpjäser och romaner. Lilar verkade som advokat i Antwerpen, där hon gifte sig med advokaten, sedermera politikern baron Albert Lilar. Hon är mor till författaren Françoise Mallet-Joris och konsthistorikern Marie Fredericq-Lilar. Efter makens död 1976 bosatte hon sig i Bryssel.

## Verk (urval)
- Tous les chemins mènent au ciel, 1947
- Soixante ans de théâtre belge, 1952
- Le Divertissement portugais, 1960
- A propos de Sartre et de l'amour, 1967
- Une enfance gantoise, 1976
- À la recherche d'une enfance, 1979